# Starogród Stary
Starogród Stary (Chełmno Stare Miasto) – dawne miasto położone na terenie współczesnej wsi Starogród, uzyskał lokację miejską w 1232 roku, zdegradowany w 1239 roku.